# 안녕히 잘 가시게...
《안녕히 잘 가시게...》(So Long And Take Care!)는 한국에서 제작된 김학수 감독의 2006년 드라마 영화이다. 유순철 등이 주연으로 출연하였다.

## 출연

### 주연
- 유순철
- 김용선
- 이창호

## 제작진
- 조명: 송재원
- 붐어시스턴트: 키노포
- 믹싱: 공태원
- 미술: 이시훈
- 선곡: 공태원